# Леонід (Федоров)
Леоні́д Фе́доров (4 листопада 1879, Петербург — 7 березня 1935, Кіров) — екзарх Російської греко-католицької церкви, мученик за віру, католицький блаженний.

## Біографія
Леонід Федоров народився 4 листопада 1879 року в Петербурзі в православній родині. 1902 року залишив православну Духовну Академію і поїхав до Рима, де прийняв католицьку віру. Студіював в Ананії, Римі, Фрайбурзі. 25 березня 1911 року прийняв св. Тайну священства в східному обряді в Боснії. Там же 1913 року приймає постриження в монастирі студитів. Згодом повернувся до Петербурга, де його заарештовано й вислано до Сибіру. 1917 року, в зв'язку з амністією, був звільнений з ув'язнення. Призначений Андреєм Шептицьким очільником Російської греко-католицької церкви з титулом Екзарха. У 1923 р. був вдруге заарештованим, тепер більшовиками, і засуджений на 10 років. Спочатку його вивезли на Соловки, а опісля до Вятки.
Помер 7 березня 1935 року у Вятці.
У 1937 р. розпочато беатифікаційний процес за старанням митрополита Андрея Шептицького.
Обряд беатифікації відбувся 27 червня 2001 р. у м. Львові під час Святої Літургії у візантійському обряді за участі Івана Павла ІІ.